# Comedians in Cars Getting Coffee
Comedians in Cars Getting Coffee är en amerikansk webb-tv-serie av Jerry Seinfeld. Serien distribueras av webbtevebolaget Crackle och sänds på internet. Det hade premiär 19 juli 2012. Samtliga säsonger ligger uppe på TV-seriens webbsida "comediansincarsgettingcoffee.com".
I varje avsnitt hämtar Jerry Seinfeld upp en komiker i en bil och de åker iväg för att dricka en kopp kaffe med eventuellt tilltugg. Bilmodellen är vald av Jerry Seinfeld så att den speglar personligheten eller på annat sätt har anknytning till komikern. Avsnitten inleds med att bilen presenteras. Intervjuerna eller samtalen sker både under färden till kafeet och på plats.
Inför pausunderhållningen på Super Bowl 2014 visades ett specialavsnitt där Jerry Seinfeld mötte upp karaktären George Costanza från teveserien Seinfeld. De båda åkte med en AMC Pacer för att fika i halvtid och hamnade på det stamställe de hade i den teveserien, där även karaktären Newman kom förbi. I Seinfeld så hette det Monks Restaurant, men exteriören var Toms Restaurant i New York, vilket också var namnet i Super Bowl-avsnittet. Avsnittet regisserades av Larry David som var med och skapade Seinfeld.

## Avsnitt

### Säsong 1 (2012)
| Nr | Nr | Titel                                    | Komiker                    | Bilmodell                        | Kafé                                                                                         | Premiär           | Längd (min) |
| -- | -- | ---------------------------------------- | -------------------------- | -------------------------------- | -------------------------------------------------------------------------------------------- | ----------------- | ----------- |
| 1  | 1  | "Larry Eats a Pancake"                   | Larry David                | 1952 Volkswagen Beetle           | John O'Groats, Los Angeles, CA                                                               | 19 juli 2012      | 13:55       |
| 2  | 2  | "Mad Man in a Death Machine"             | Ricky Gervais              | 1967 Austin-Healey 3000          | City Island Diner, City Island i New York                                                    | 2 augusti 2012    | 11:33       |
| 3  | 3  | "A Monkey and a Lava Lamp"               | Brian Regan                | 1970 Dodge Challenger T/A        | Rae's Diner, Santa Monica i Kalifornien                                                      | 9 augusti 2012    | 12:18       |
| 4  | 4  | "Just a Lazy Shiftless Bastard"          | Alec Baldwin               | 1970 Mercedes-Benz 280 SL        | Fairway Market Café, i New York                                                              | 16 augusti 2012   | 11:24       |
| 5  | 5  | "A Taste of Hell From on High"           | Joel Hodgson               | 1963 Volkswagen Karmann Ghia     | Skylark Diner, Edison i New Jersey                                                           | 23 augusti 2012   | 10:45       |
| 6  | 6  | "Unusable on the Internet"               | Bob Einstein               | 1970 Mercedes-Benz 300SEL 6.3    | Jerry's Famous Deli, Los Angeles i Kalifornien och Nate 'n Al's, Beverly Hills i Kalifornien | 30 augusti 2012   | 12:24       |
| 7  | 7  | "You Don't Want to Offend a Cannibal"    | Barry Marder               | 1966 Porsche 356 SC Cabriolet    | Bendix Diner, Hasbrouck Heights i New Jersey                                                 | 6 september 2012  | 7:56        |
| 8  | 8  | "I Hear Downton Abbey Is Pretty Good..." | Colin Quinn & Mario Joyner | 1976 Triumph TR6                 | Fort Defiance Café, Brooklyn i New York                                                      | 13 september 2012 | 11:08       |
| 9  | 9  | "I Want Sandwiches, I Want Chicken"      | Carl Reiner & Mel Brooks   | 1960 Rolls Royce Silver Cloud II | Norm's Diner, Los Angeles i Kalifornien                                                      | 20 september 2012 | 17:07       |
| 10 | 10 | "It's Bubbly Time, Jerry"                | Michael Richards           | 1962 Volkswagen Typ 2            | The Malibu Kitchen, Malibu i Kalifornien                                                     | 27 september 2012 | 17:13       |

### Säsong 2 (2013)
| Nr | Nr | Titel                                   | Komiker         | Bilmodell                    | Kafé                                            | Premiär      | Längd (min) |
| -- | -- | --------------------------------------- | --------------- | ---------------------------- | ----------------------------------------------- | ------------ | ----------- |
| 11 | 1  | "I'm Going to Change Your Life Forever" | Sarah Silverman | 1969 Jaguar E-Type Series 2  | Millie's, Silver Lake i Kalifornien             | 13 juni 2013 | 18:51       |
| 12 | 2  | "I Like Kettlecorn"                     | David Letterman | 1995 Volvo 960               | Green Granary, New Milford i Connecticut        | 20 juni 2013 | 18:24       |
| 13 | 3  | "No Lipsticks for Nuns"                 | Gad Elmaleh     | 1950 Citroën 2CV             | Pommes Frites, French Roast i New York          | 27 juni 2013 | 17:44       |
| 14 | 4  | "You'll Never Play the Copa"            | Don Rickles     | 1958 Cadillac Eldorado       | Factor's Famous Deli, Los Angeles i Kalifornien | 4 juli 2013  | 12:51       |
| 15 | 5  | "Really?!"                              | Seth Meyers     | 1973 Porsche 911 Carrera RS  | Roebling Tea Room, Brooklyn i New York          | 11 juli 2013 | 14:23       |
| 16 | 6  | "Kids Need Bullying"                    | Chris Rock      | 1969 Lamborghini Miura P400S | Allendale Eats!, Allendale i New Jersey         | 18 juli 2013 | 15:33       |

### Säsong 3 (2014)
| Nr | Nr | Titel                              | Komiker                | Bilmodell            | Kafé                                                                         | Premiär         | Längd (min) |
| -- | -- | ---------------------------------- | ---------------------- | -------------------- | ---------------------------------------------------------------------------- | --------------- | ----------- |
| 17 | 1  | "Comedy, Sex and the Blue Numbers" | Louis C.K.             | 1959 Fiat 600 Jolly  | Louis C.K.'s personal boat, New York                                         | 2 januari 2014  | 22:39       |
| 18 | 2  | "How Would You Kill Superman?"     | Patton Oswalt          | 1981 DeLorean DMC-12 | Handsome Coffee Roasters, Los Angeles i Kalifornien                          | 9 januari 2014  | 12:31       |
| 19 | 3  | "Comedy Is a Concealed Weapon"     | Jay Leno               | 1949 Porsche 356/2   | Jones Coffee, Pasadena i Kalifornien                                         | 16 januari 2014 | 20:52       |
| 20 | 4  | "So You're Mellow and Tense?"      | Todd Barry             | 1966 MGB             | Nathan's Famous, New York                                                    | 23 januari 2014 | 14:49       |
| 21 | 5  | "Feces Are My Purview"             | Tina Fey               | 1967 Volvo 1800S     | Floridita, i Harlem i New York och Dominique Ansel Bakery, i SoHo i New York | 30 januari 2014 | 16:05       |
| 22 | 6  | "The Over-Cheer"                   | George Costanza Newman | 1976 AMC Pacer       | Tom's Restaurant, New York                                                   | 2 februari 2014 | 6:19        |
| 23 | 7  | "The Last Days of Howard Stern"    | Howard Stern           | 1969 Pontiac GTO     | Bel Aire Diner i Astoria i New York                                          | 6 februari 2014 | 13:21       |

### Säsong 4 (2014)
| Nr | Nr | Titel                                      | Komiker              | Bilmodell                     | Kafé                                                                               | Premiär      | Längd (min) |
| -- | -- | ------------------------------------------ | -------------------- | ----------------------------- | ---------------------------------------------------------------------------------- | ------------ | ----------- |
| 24 | 1  | "A Little Hyper-Aware"                     | Sarah Jessica Parker | 1976 Ford LTD Country Squire  | Colony Diner, East Meadow i New York och Francesco's Bakery, Hicksville i New York | 19 juni 2014 | 19:34       |
| 25 | 2  | "Two Polish Airline Pilots"                | George Wallace       | 1965 Buick Riviera            | Flamingo Las Vegas och Peppermill Fireside Lounge i Las Vegas i Nevada             | 26 juni 2014 | 16:11       |
| 26 | 3  | "Opera Pimp"                               | Robert Klein         | 1967 Jaguar Mk II             | Klein's home and Landmark Diner, Ossining i New York                               | 3 juli 2014  | 15:55       |
| 27 | 4  | "It's Like Pushing a Building Off a Cliff" | Aziz Ansari          | 2012 Prevost X3-45 VIP        | Brody's Diner, Shrewsbury i Massachusetts                                          | 10 juli 2014 | 16:37       |
| 28 | 5  | "The Sound of Virginity"                   | Jon Stewart          | 1971 AMC Gremlin 1978 AMC AMX | Tick Tock Diner, Clifton i New Jersey                                              | 17 juli 2014 | 18:13       |

### Säsong 5 (2014)
| Nr | Nr | Titel                                                                | Komiker             | Bilmodell                                           | Kafé                                                      | Premiär          | Längd (min) |
| -- | -- | -------------------------------------------------------------------- | ------------------- | --------------------------------------------------- | --------------------------------------------------------- | ---------------- | ----------- |
| 29 | 1  | "You Look Amazing in the Wind"                                       | Kevin Hart          | 1959 Porsche RSK Spyder                             | Pier 212, Santa Monica i Kalifornien                      | 6 november 2014  | 19:36       |
| 30 | 2  | "I'm Wondering What It's Like To Date Me"                            | Amy Schumer         | 1971 Ferrari Daytona                                | Short Stop Diner, i Bronx i New York                      | 13 november 2014 | 16:06       |
| 31 | 3  | "Smoking Past The Band"                                              | Bill Burr           | 1970 Ford Mustang Boss 302                          | Novel Cafe, Santa Monica i Kalifornien                    | 20 november 2014 | 16:03       |
| 32 | 4  | "Happy Thanksgiving Miranda"                                         | Miranda Sings       | 1960 Austin-Healey Sprite                           | Art's Delicatessen Restaurant i Los Angeles i Kalifornien | 27 november 2014 | 20:32       |
| 33 | 5  | "I Wasn't Told About This... With Special Feature: I’m Dying, Jerry" | Fred Armisen        | 1965 Saab 96 Monte Carlo 850                        | Coava Coffee Roasters, Portland i Oregon                  | 4 december 2014  | 20:56       |
| 34 | 6  | "I'm Going To Take A Percocet And Let That One Go"                   | Alexandra Wentworth | 1970 Mercedes-Benz 280 SE                           | Fiddler's Elbow Country Club, Bedminster i New Jersey     | 11 december 2014 | 17:54       |
| 35 | 7  | "The Unsinkable Legend"                                              | Jimmy Fallon        | 1956 Chevrolet Corvette 1994 Land Rover Defender 90 | John's Pancake House, Montauk i Upstate New York          | 18 december 2014 | 34:02       |